# Ian Gilmour
Ian Hedworth John Little Gilmour, Baron Gilmour of Craigmillar PC (* 8. Juli 1926 in London; † 21. September 2007 in Isleworth, London) war ein britischer Herausgeber, Schriftsteller und Politiker der Conservative Party.

## Biografie
Nach dem Schulbesuch am Eton College leistete er von 1944 bis 1947 seinen Militärdienst in der British Army bei den Grenadier Guards, dem zweitältesten Regiment der Gardedivision (Guards Division). Im Anschluss absolvierte er ein Studium am Balliol College der Universität Oxford. 1952 wurde er als Barrister zugelassen.
Zwischen 1954 und 1967 war er Eigentümer von The Spectator, einer wöchentlich erscheinenden Zeitschrift für Politik und Kultur. Zugleich war er von 1954 bis 1959 Herausgeber der Zeitschrift.
1962 begann er seine politische Laufbahn, als er bei einer Nachwahl (By-election) im Wahlkreis Central Norfolk erstmals zum Abgeordneten in das Unterhaus (House of Commons) gewählt wurde und diesen Wahlkreis bis 1974 vertrat. Im Anschluss war er von 1974 bis 1992 Abgeordneter des Unterhauses für den Wahlkreis Chesham and Amersham.
Nach dem Wahlsieg der Conservative Party wurde er 1970 zuerst Unterstaatssekretär und dann 1972 Staatsminister im Verteidigungsministerium. 1974 war er zum Ende der Amtszeit von Premierminister Edward Heath für kurze Zeit schließlich selbst Verteidigungsminister in dessen Kabinett. Beim Tod seines Vaters Sir John Little Gilmour, 2. Baronet, erbte er 1977 dessen Adelstitel eines Baronet, of Liberton and Craigmillar in the County of Mitlothian.
Nach dem Wahlsieg der Tories bei den Unterhauswahlen vom 3. Mai 1979 wurde er von Premierministerin Margaret Thatcher zum Lordsiegelbewahrer in der ersten Kabinett ernannt. Im Dezember 1979 gehörte er der britischen Delegation zur Aushandlung des Lancaster-House-Abkommens an, das die Grundlage der Souveränität von Simbabwe schuf. Das Amt des Lordsiegelbewahrers verlor er allerdings im September 1981 bei einer Kabinettsumbildung und blieb bis zu seinem Ausscheiden aus dem Unterhaus 1992 lediglich Hinterbänkler (Back-bencher). Als Vertreter des moderaten „One-Nation“-Flügels seiner Partei gehörte er zu den Kritikern von Thatchers Politik.
Nach seinem Ausscheiden aus dem Unterhaus wurde er 1992 mit dem Titel Baron Gilmour of Craigmillar zum Life Peer erhoben und gehörte damit bis zu seinem Tod dem Oberhaus (House of Lords) an. Nachfolgerin als Unterhausabgeordnete im Wahlkreis Chesham and Amersham wurde Cheryl Gillan, die 2010 Ministerin für Wales im Kabinett Cameron I wurde.

## Veröffentlichungen
Gilmour war außerdem Autor mehrerer Bücher, in denen er sich mit politischen und historischen Themen, aber auch mit Dichtern befasste. Zu seinen wichtigsten Veröffentlichungen gehören:
- The Body Politic (1971)
- The Inside Right: A Study of Conservatism (1977)
- The Riot, Risings and Revolution: Governance and Violence in Eighteenth-century England (1992)
- The Dancing with Dogma: Thatcherite Britain in the Eighties (1992)
- Whatever Happened to the Tories: The Conservatives since 1945 (1997, Co-Autor Mark Garnett)
- The Making of the Poets: Byron and Shelley in Their Time (2002)